# 四天王寺羽曳丘中学校・高等学校
四天王寺羽曳丘中学校・高等学校（してんのうじはびきがおかちゅうがっこう・こうとうがっこう）は、かつて大阪府羽曳野市にあった私立の中学校・高等学校。学校法人四天王寺学園が運営していた。略称は四天羽（してんは、よんてんは）。
四天王寺学園中学校・高等学校（現・四天王寺東中学校・高等学校）の開校と連動して生徒の募集を停止し、閉校となった。

## 沿革
聖徳太子1300年忌記念事業として1922年に創設された「天王寺高等女学校」（現在の四天王寺中学校・高等学校）を起源とする。同校の姉妹校として設置された。
- 1984年4月 - 四天王寺国際仏教中学校・高等学校開設（男子全寮制）
- 1990年4月 - 四天王寺羽曳丘中学校・高等学校と改称
- 1994年4月 - 通学制導入
- 1997年4月 - 中学校が男女共学になる
- 2000年4月 - 高等学校が男女共学になる
- 2014年 - 中学校の募集を停止
  - 同年4月 - 四天王寺学園中学校が開校
- 2016年3月 - 中学校が閉校
- 2017年 - 高等学校の募集を停止
  - 同年4月 - 四天王寺学園高等学校が開校
- 2019年3月 - 高等学校が閉校

## 交通
- 近鉄バス 四天王寺大学行 四天王寺大学前バス停

## 出身者
- 石川佳純 - 卓球選手（中学校卒業）
- 藤井優子（中国語版） - 卓球選手（中学校卒業）
- peco - ファッションモデル （中高卒業）
- 齊藤聖奈 - 女子ラグビー選手 （中高卒業）